# Aubusson (Creuse)
Aubusson ist eine französische Gemeinde in der Region Nouvelle-Aquitaine im Département Creuse. Sie ist Sitz der gleichnamigen Unterpräfektur. Der Ort befindet sich auf einer mittleren Höhe von 512 m, hat eine Fläche von 19,21 km² und wird von 3036 Einwohnern (Stand 1. Januar 2022) bewohnt.
Aubusson ist wegen seiner Tapisserie-Manufakturen weltberühmt. Der Ursprung der Bildwirkerei reicht hier zurück bis ins 15. Jahrhundert. Zeitweise war Aubusson Lieferant des französischen Königshofes. Die traditionellen Muster der Tapisserien aus Aubusson wurden um 1939 von Jean Lurçat modernisiert.

## Geografie
Aubusson liegt im Süden des Departements Creuse am Fluss Creuse und seinem Zufluss Beauze. Die Gemeinde ist assoziiert zum Regionalen Naturpark Millevaches en Limousin.

## Geschichte
Aubusson trug ursprünglich den Namen Albuconium, das sich von einem keltischen Wort ableitet.

### Bevölkerungsentwicklung
| Jahr                       | 1962 | 1968 | 1975 | 1982 | 1990 | 1999 | 2006 | 2018 |
| Einwohner                  | 5669 | 5934 | 6227 | 5710 | 5097 | 4662 | 4239 | 3328 |
| Quellen: Cassini und INSEE |      |      |      |      |      |      |      |      |

## Verkehr
Aubusson hat einen Bahnhof an der Bahnstrecke Busseau-sur-Creuse–Ussel und wird im Regionalverkehr von Zügen des TER Nouvelle-Aquitaine bedient.

## Bauwerke
Aubusson besitzt einige sehenswerte Bauwerke aus der Zeit des Mittelalters und jüngeren Datums. Hierzu gehört u. a. der Uhrturm von 1579 als Teil der Stadtbefestigung. Außerdem verfügt Aubusson über Museen zur Herstellung von Bildwirkereien sowie das Kulturzentrum Jean Lurçat.

## Persönlichkeiten
- Jean II Barraband (um 1677–1725), hugenottischer Religionsflüchtling, der in Berlin als Tapissier und Unternehmer wirkte
- Pierre I Mercier (um 1650–1729), hugenottischer Tapissier, Künstler und Betreiber einer Bildwirkerei-Manufaktur in Berlin
- Jules Sandeau (1811–1883), Schriftsteller
- Alfred Assolant (1827–1886), Schriftsteller
- Clement de Wroblewsky (* 1943), deutscher Musiker, Pantomime und Autor jüdisch-französischer Herkunft
- Jean I Barraband (um 1650–1709) wuchs in Aubusson auf. Später, als hugenottischer Religionsflüchtling, betrieb er in Berlin eine Manufaktur für Bildteppiche